# Rövershagen
Rövershagen település Németországban, Mecklenburg-Elő-Pomeránia tartományban. Lakosainak száma 3009 fő (2023. december 31.). Rövershagen Rostock, Gelbensande, Blankenhagen, Poppendorf, Bentwisch és Mönchhagen községekkel határos.

## Népesség
A település népességének változása:
| Lakosok száma | 2593 | 2575 | 2738 | 2857 | 3009 |
|               | 2017 | 2019 | 2021 | 2022 | 2023 |